# Max Trimborn
Max Trimborn, auch genannt Track, (* 4. Juni 1856 in Köln; † 31. August 1934 in Köln) war ein deutscher Architekt und preußischer Baubeamter.

## Familie
Max Trimborn war das vierte von 15 Kindern der Eheleute Cornelius Trimborn und Maria Antoinette Clementine Trimborn geb. Pauli und verbrachte im Haus Glockengasse 15 in Köln, einem Teil der früheren Posthalterei seiner mütterlichen Vorfahren, eine unbeschwerte Kindheit. Am 24. September 1889 heiratete er in Köln Adele Heimann (* 22. April 1862 in Köln; † 22. November 1910 in Kassel) und in zweiter Ehe am 18. Januar 1913 in Château Scy bei Metz die Malerin Anna Edeltraud Bodem (* 28. Juli 1868 in Trier; † 22. November 1950 in Beurig). Aus der ersten Ehe gingen sechs Kinder hervor, von denen der Sohn Franz August Maria 1891 kurz nach der Geburt starb. Cornelius Friedrich Heinrich Maria (1890–1914) und Peter Joseph Maria (1892–1915) fielen im Ersten Weltkrieg. Die Tochter Susanna (1895–1995) heiratete 1920 in erster Ehe Georg Frank und 1935 in zweiter Ehe Heinrich Füth, der Sohn Franz Alexander Maria (1896–1972) wurde Ordenspriester und der jüngste Sohn Carl Balduin Maria (1902–1995) führte die Linie im Mannesstamm fort.

## Leben und Beruf

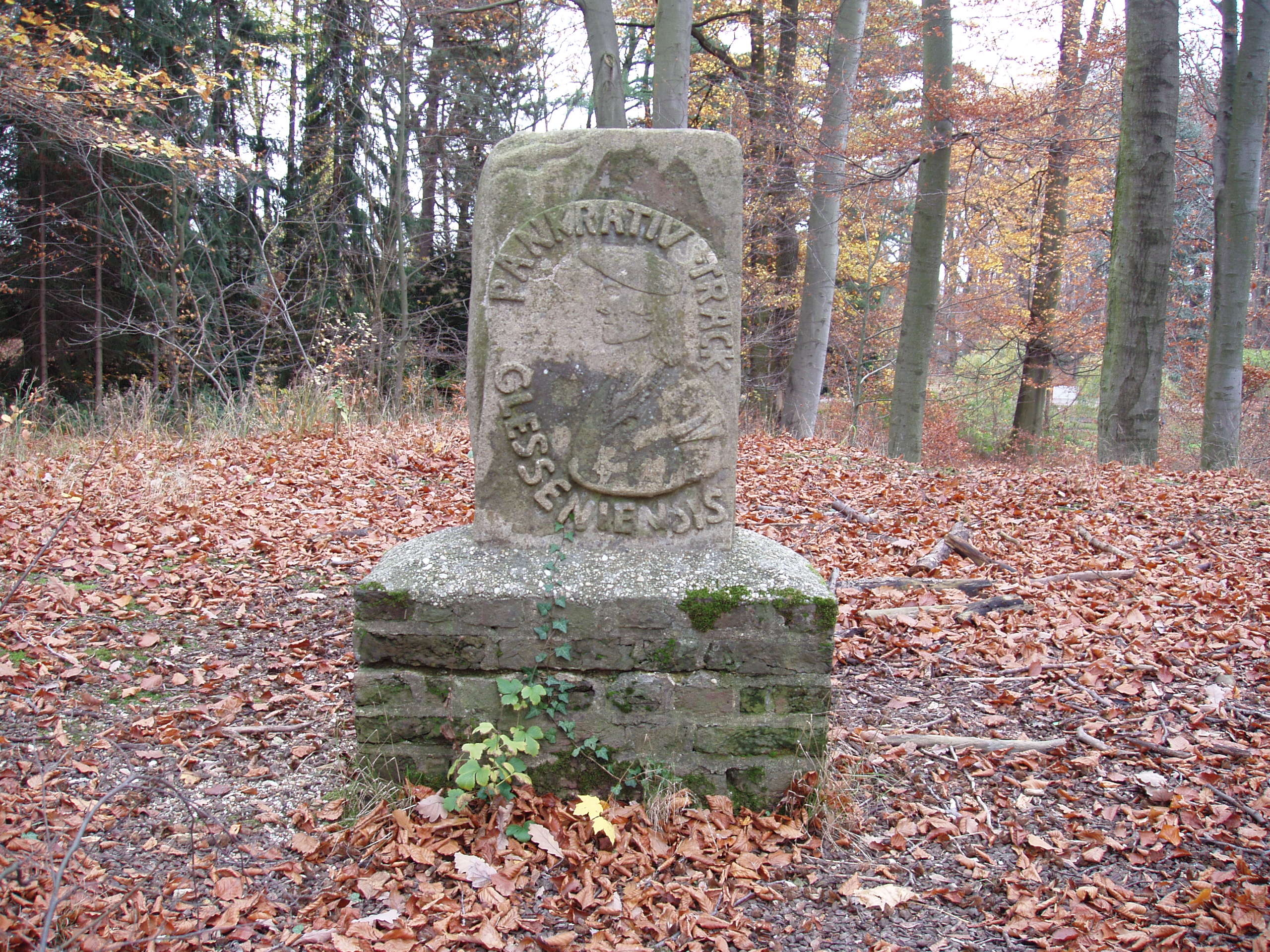
Trackstein in Königsdorf

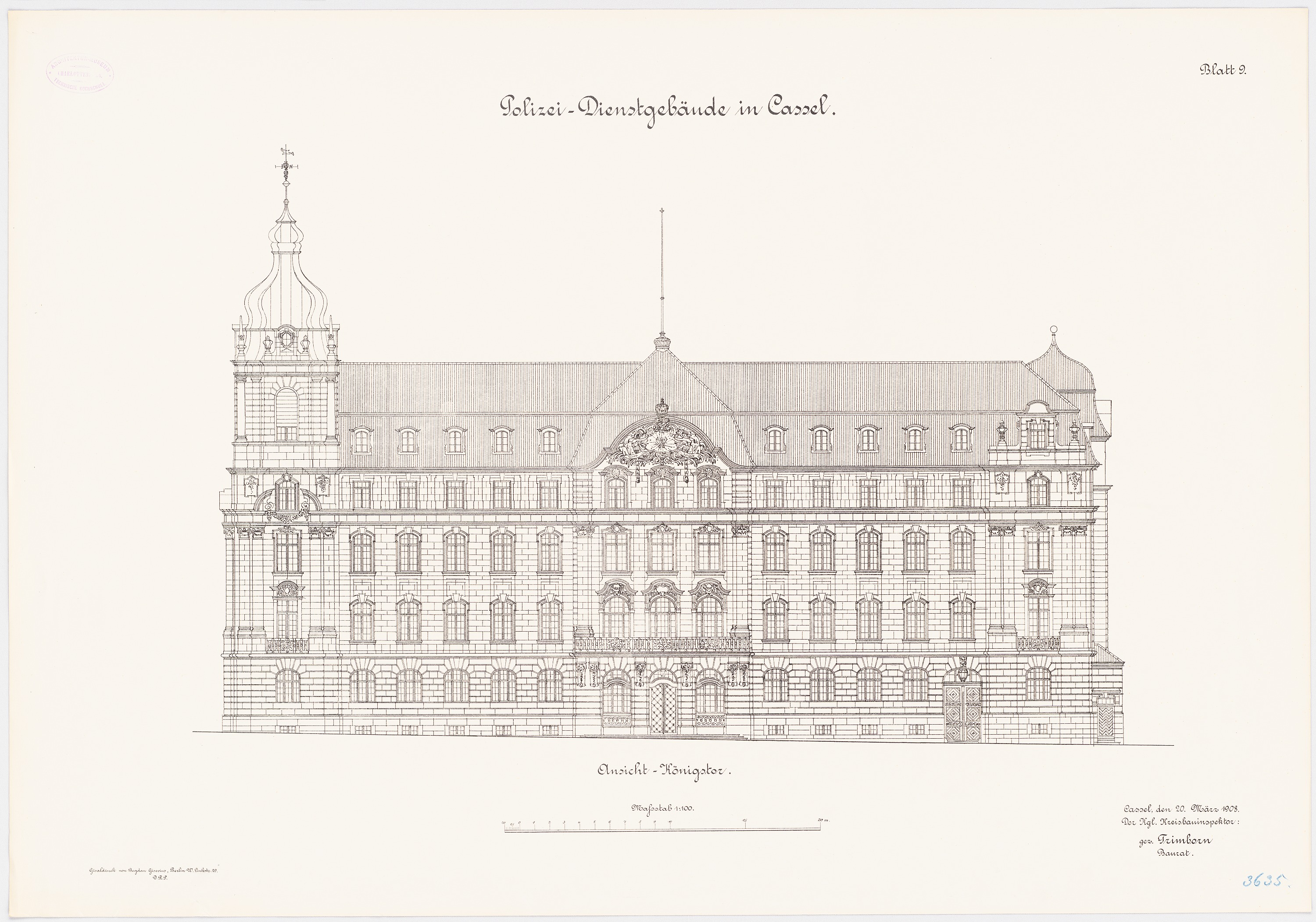
Fassadenaufriss der Kasseler Polizeidienststelle, datiert 1908

Nach dem Abitur studierte Trimborn Architektur an der Technischen Hochschule (Berlin-)Charlottenburg und trat nach dem ersten Staatsexamen in den Vorbereitungsdienst ein, woran sich eine Karriere im preußischen Staatsdienst anschloss.
1889 zog er nach Bensberg und 1890 nach Köln. Damals leitete er den Umbau des als Kadettenanstalt genutzten Schlosses Bensberg. Die beiden Onkel mütterlicherseits, Carl und Fritz Pauli, hatten in den 1870er Jahren in Königsdorf die schlossartige Villa Pauli erbauen lassen und erwiesen sich als großzügige Gönner von Kirche und Bedürftigen. Darunter war auch der Invalide Pankratius Track, der 36 Jahre lang täglich auf einem Stein vor dem Anwesen sitzend betteln durfte. Nach dessen Tod setzte der junge Max Trimborn dem Bettler mit der künstlerischen Bearbeitung des weichen Sandsteins ein Denkmal. 1892 stifteten die beiden Onkel die nach Plänen ihres Neffen erbaute Magdalenenkapelle.
Nach kurzen Aufenthalten in Biebrich und Wiesbaden war Trimborn sieben Jahre lang als Kreisbauinspektor in Hersfeld tätig, bevor er 1903 im Rang eines Regierungs- und Baurats nach Kassel versetzt wurde. Hier leitete er den Bau des nach Entwürfen von Oskar Launer von 1904 bis 1907 errichteten viergeschossigen Polizeipräsidiums, „einem monumentalen Prachtbau, der, ohne an die gewohnten Regeln des Barock gebunden zu sein, sich doch in glücklichster Harmonie den in den oberen Stadtteilen vorherrschenden Barockbauten aus dem 17. und 18. Jahrhundert anpasst.“
Im evangelischen Hersfeld hatte die streng katholische Familie ersten Kontakt zum Orden der Oblaten OMI, deren Bau des Bonifatiusklosters in Hünfeld Max Trimborn von 1896 bis 1899 beaufsichtigte. Die Beziehung war so eng, dass der Architekt den Orden bei dem 1903 bis 1906 ausgeführten Bau des Klosters Maria Engelport unentgeltlich beriet und ihn finanziell unterstützte. 1907 erwarb das Ehepaar Trimborn sogar ein Ferienhaus im benachbarten Treis, und 1919 trat der Sohn Franz in den Orden ein. Das in Treis bis 1934 geführte Gästebuch vermittelt interessante Einblicke in das Leben einer wohlsituierten Familie dieser Zeit.
1911 wurde Max Trimborn nach Köln versetzt, wo die Familie im Haus Mara-Ablaß-Platz 6 lebte. Im Ersten Weltkrieg leistete er als 59-Jähriger Kriegsdienst als Reserveoffizier beim Infanterie-Regiment Nr. 40.
Max Trimborn starb am 31. August 1934 an einem Magenleiden und wurde in dem Familiengrab auf dem Melaten-Friedhof beigesetzt.
Im Architekturmuseum der Technischen Universität Berlin befinden sich Zeichnungen von Max Trimborn aus den Jahren 1881 und 1882. Sie zeigen unter anderem Grundrisse eines Stadttors mit Zoll- und Wachgebäude und ein Rathaus. Ferner zeichnete er 1881 die Südansicht der heute teilweise nicht mehr existierenden Kirche St. Kosmas und Damian in Pulheim sowie die Westansicht des Turms.

## Herausgeber der MARS Kriegsnachrichten
Während des Ersten Weltkriegs gab Max Trimborn die unter dem Titel Mars von seinem Bruder, dem Juristen und Zentrumspolitiker Karl Trimborn, initiierten Kriegsnachrichten aus der Familie heraus. Diese in 65 Berichten zusammengefasste Sammlung periodisch verschickter Feldpostbriefe und Kriegsnachrichten von etwa 40 Mitgliedern der Großfamilie stellt eine einzigartige Quelle subjektiver Erfahrungen der Kriegsteilnehmer unterschiedlicher Dienstgrade dar.

## Ehrung
- 1907: preußischer Roter Adlerorden IV. Klasse (für die Bauleitung beim Bau des Polizeipräsidiums in Kassel)